# Wierzyca

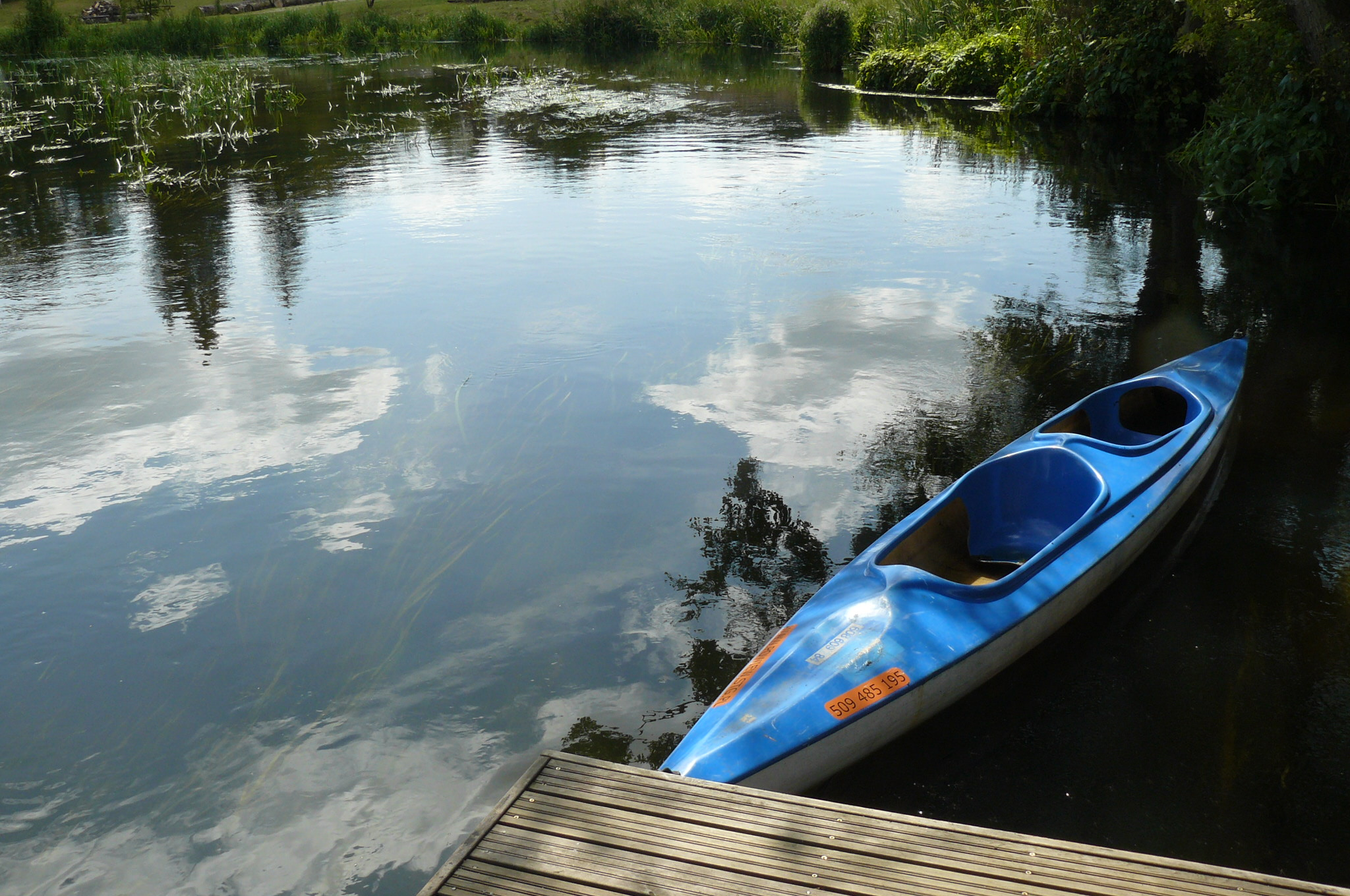
Kajak in Owidz

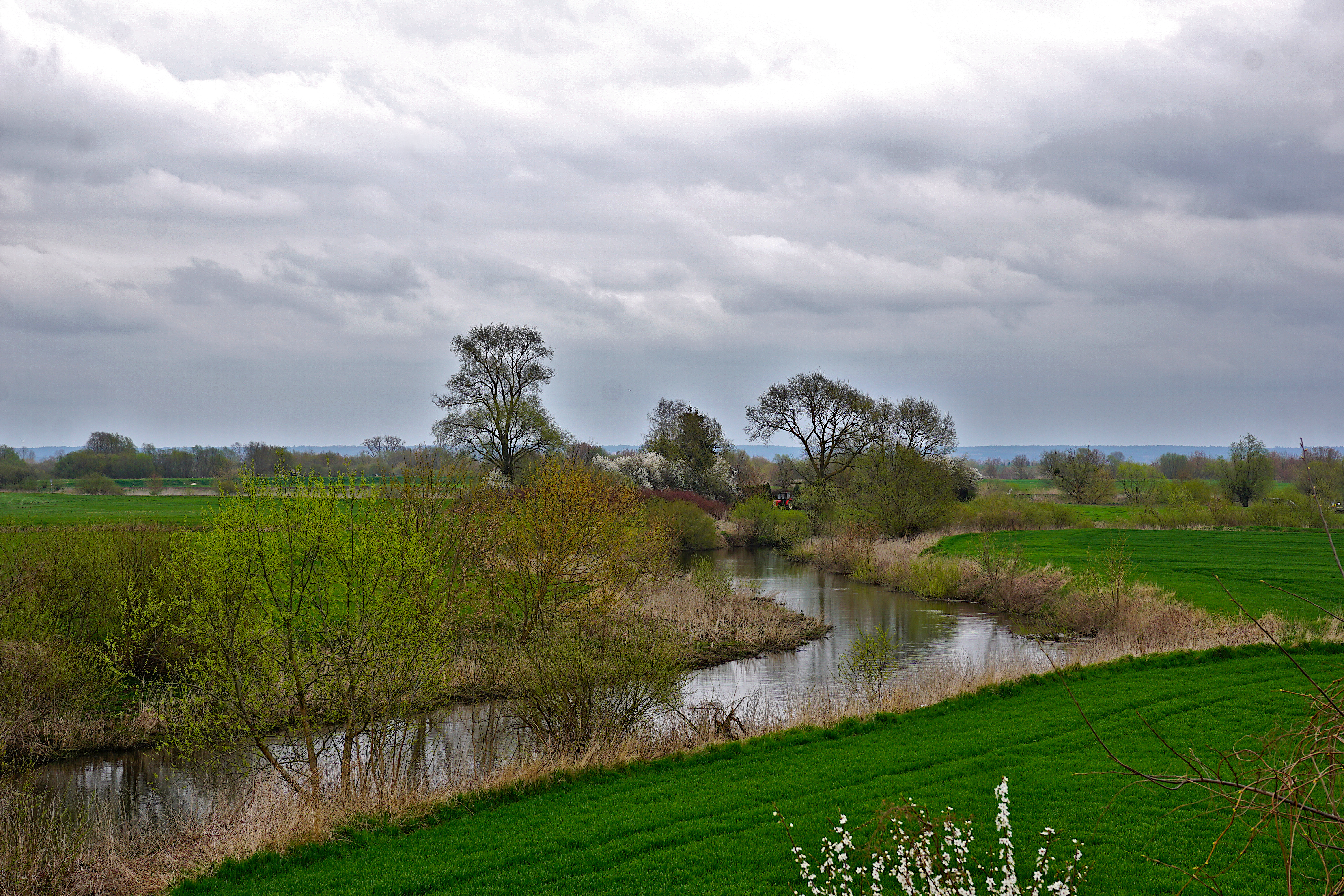
Fersemündung in die Weichsel in der Nähe des Städtchens Mewe

Die Wierzyca (deutsch Ferse, früher Verse; kaschubisch: Wierzësa) ist ein linker Nebenfluss der Weichsel (Wisła) in der polnischen Woiwodschaft Pommern. 
Die Ferse kommt aus einem See östlich von Kościerzyna (Berent). Sie wird von zwei Armen gebildet, von denen der eine im Okoniner Forstrevier und der andere im Stangenwalder Forstrevier entspringt. Sie fließt in südöstlicher Richtung in Richtung Stara Kiszewa (Alt Kischau), passiert kurz darauf die Deutschordensburg Kischau, wendet sich nordöstlich des Dorfs Chwôrzno (Schwarzin) in östlicher Richtung bis zum Dorf Pogódki (Pogutken), nimmt wenig später die aus nördlicher Richtung zufließende Wietcisa (Fietze) auf, fließt dann in nordöstlicher Richtung bis zum Dorf Górne Maliki (Obermahlkau), setzt ihren Lauf dann in südöstlicher Richtung über Starogard Gdański (Preußisch Stargard) fort und mündet bei Gniew (Mewe) in die Weichsel.
Der Fluss, der in der Kaschubei liegt, hat eine Länge von 112 Kilometern.
Größter Nebenfluss ist die Wietcisa (Fietze), ein linker Nebenfluss, der südlich von Skarszewy (Schöneck) in die Wierzyca mündet.